# NGC 2364
NGC 2364 – gromada otwarta znajdująca się w gwiazdozbiorze Jednorożca. Odkrył ją John Herschel 8 stycznia 1831 roku. Jest położona w odległości ok. 6,3 tys. lat świetlnych od Słońca.